# La Trinae
La Trinae és un pòdcast en català produït per Ràdio Primavera Sound, consistit per les maresmenques Llum, Cèlia Sicart i la Semproniana, que tracta temes d'actualitat del país, de manera desenfadada i amb experiències personals.
El nom "La Trinae" fa referència a les latrinae de l'Antiga Roma, una espècie de lavabos públics on la població romana aprofitava per conversar i parlar de l'actualitat. D'aquesta manera, el pòdcast intenta tractar de temes actuals mentre es caguen en tot conjuntament (com diu la seva introducció).
Amb un enfocament fresc i autèntic, "La Trinae" s'ha consolidat com una veu rellevant entre els pòdcasts dirigits a la joventut catalana, tractant temes contemporanis amb una barreja d'humor i reflexió de temes actuals com l'homofòbia, la transfòbia i el cost de vida actual. Han comptat amb col·laboradors reconeguts i col·laboradores reconegudes com per exemple Mushkaa, Jèssica Pulla,   el Tro de Ponent, Clover Bish, Sara Brown, Santa Catalina, i d'altres.
El pòdcast va començar a emetre's el 2021, però a partir del 2022 va començar a ser produït per Ràdio Primavera Sound. És publicat, de mitjana, un cop per mes, i actualment, es pot escoltar a diverses plataformes com Spotify, YouTube, Apple Podcasts, iVoox, i d'altres.
El 2025, el pòdcast va ser finalista dels Premis CRIT en les categories de projecte més innovador i d'entreteniment.